# Albert Traeger

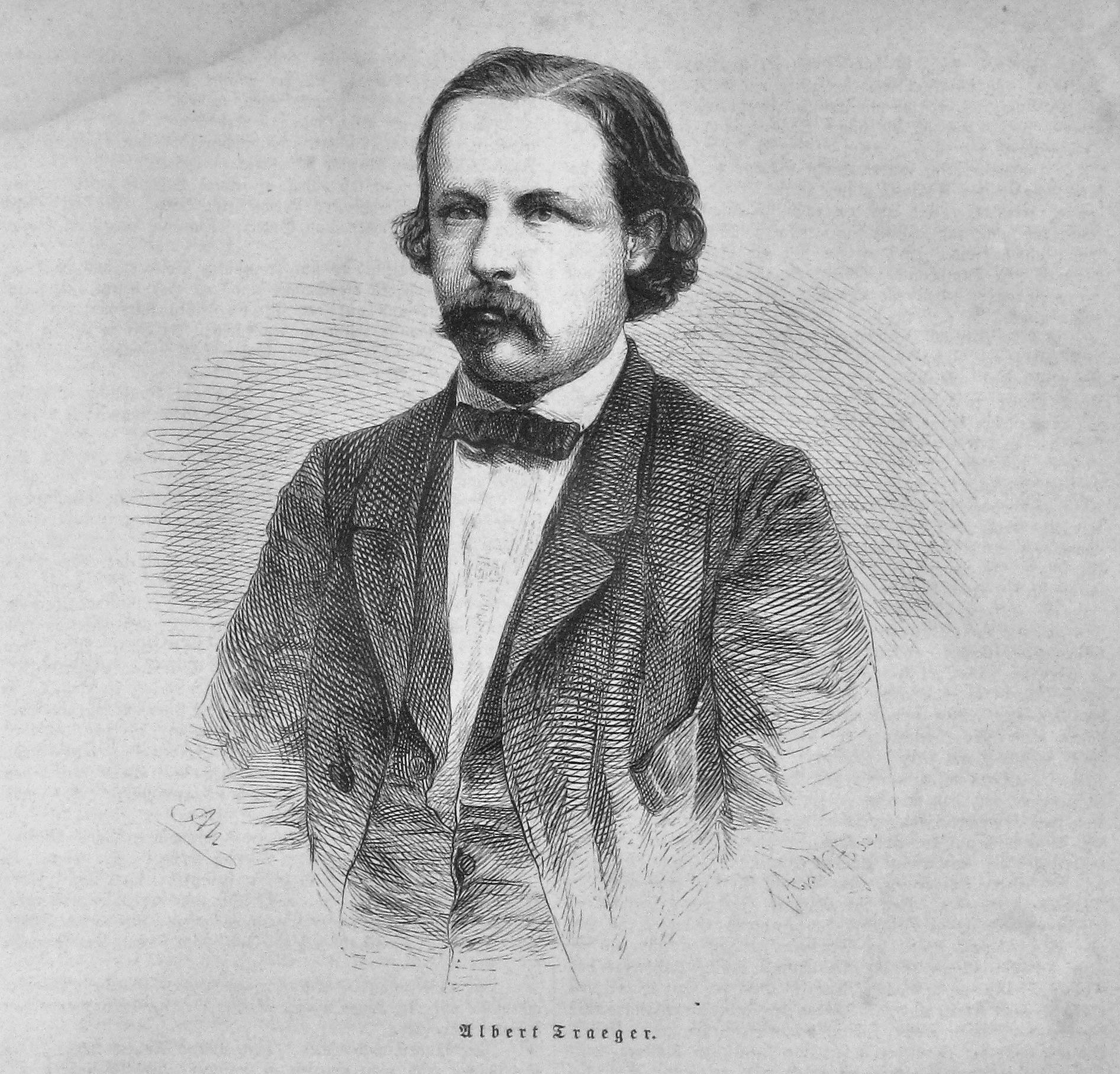
Albert Traeger, 1863

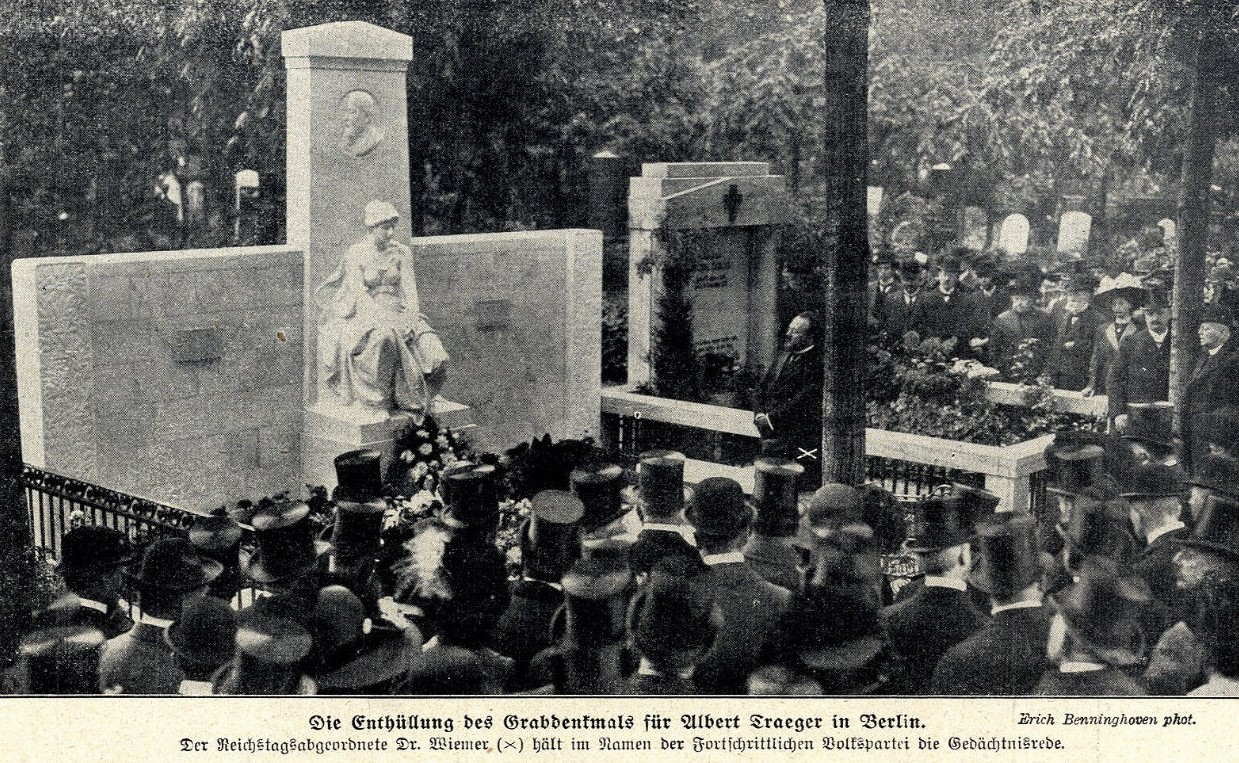
Inauguration du monument funéraire d'Albert Traeger dans le cimetière de la Trinité II (1912)

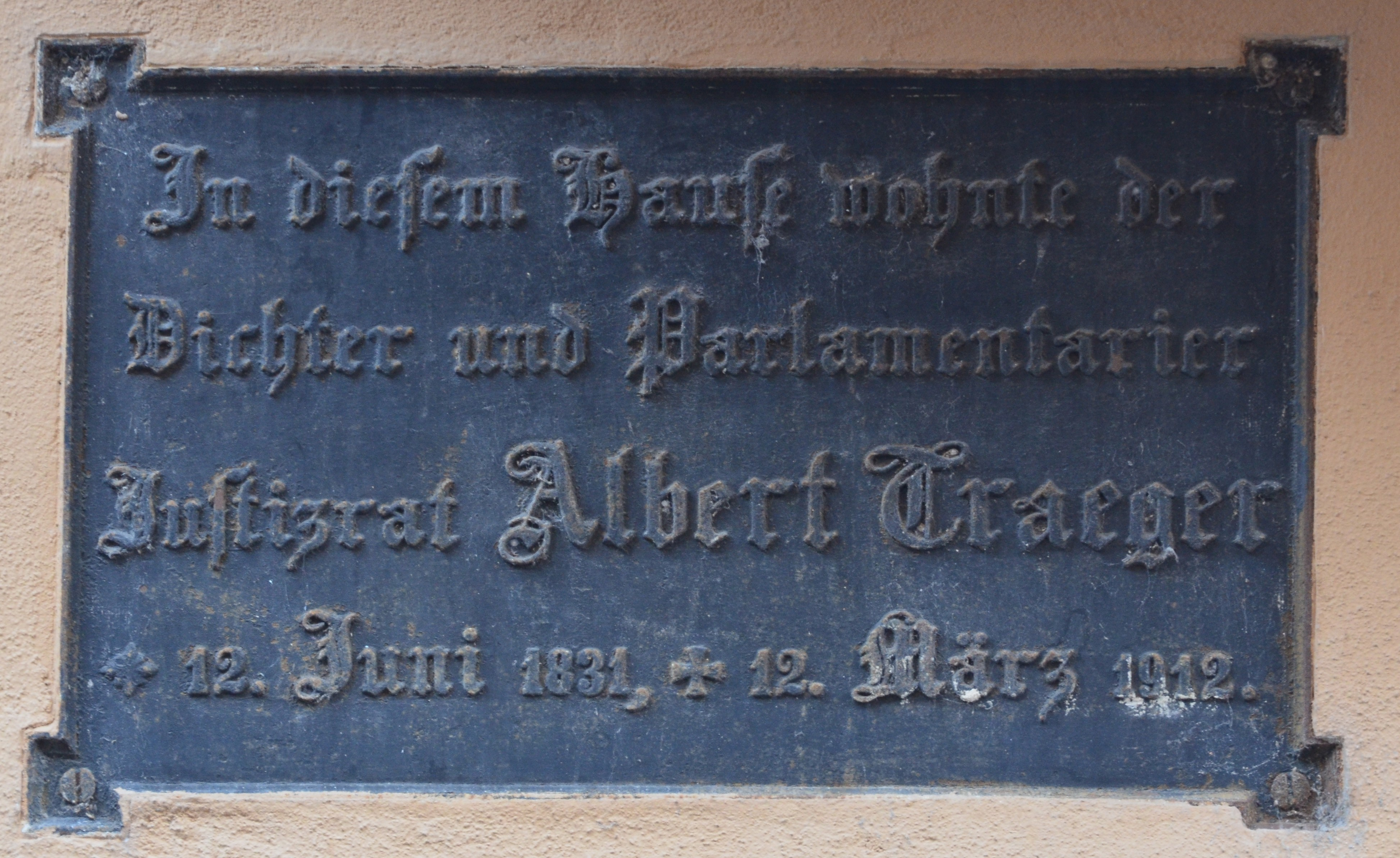
Plaque commémorative à Naumbourg, Herrenstrasse.

Christian Gottfried Albert Traeger (né le 12 juin 1830 à Augsbourg et mort le 26 mars 1912 en Charlottenburg) est membre du Conseil privé de la Justice et de 1874 jusqu'à sa mort un député du Reichstag pendant près de quatre décennies en tant que membre des grands partis bourgeois-libéraux gauche, qui est également actif comme journaliste et écrivain.

## Biographie
Traeger est le fils d'un éditeur à Augsbourg. La famille déménage à Naumbourg en 1838, où le père dirige initialement une entreprise commerciale, mais décède en 1844. Après avoir été diplômé du lycée de la cathédrale de Naumbourg (de), Traeger étudie le droit et les sciences politiques à Halle et à Leipzig de 1848 à 1851. En 1862, il devient avocat et notaire à Kölleda. En 1867, Traeger épouse Caroline Ritter, 26 ans, de Magdebourg. Avec elle, il a trois enfants, dont le couple perd un fils en 1872. Sa femme décède en 1873 à l'âge de 32 ans. Après sa mort, Albert Traeger déménage le 10 novembre 1875 avec les deux filles restantes à Nordhausen, et en 1891 à Berlin. En 1896, il reçoit le titre de Conseil judiciaire et en 1908 celui de Conseil judiciaire secret.
Traeger est élu au Reichstag en 1874-1878 et 1881-1887 dans la circonscription Grünberg-Freystadt en Silésie et 1890-1912 dans la 2e circonscription d'Oldenbourg (Ammerland, Wesermarsch, Frise) pour le Parti progressiste allemand, le Parti libéral allemand, le Parti populaire libéral et enfin pour le Parti populaire progressiste. Le 7 février 1912, il exerce les fonctions de président par intérim, lors de la session d'ouverture de la 13e Reichstag allemand .
Traeger est ami avec Eugen Richter et lié par ses convictions et est en correspondance avec Ludwig Windthorst. Traeger émerge également en tant qu'écrivain et journaliste. Entre autres, il écrit des poèmes et des nouvelles pour les magazines Die Gartenlaube et le Berliner Tageblatt. En 1870, comme Emanuel Geibel, il représente une poésie de guerre nationale allemande. En tant que rédacteur en chef de l'annuaire German Art in Pictures and Songs de 1865 à 1886, il s'adapte au goût de l'époque wilhelminienne.
Ses poèmes, publiés pour la première fois à Leipzig en 1858, ont atteint leur 18e édition en 1911. Ses anthologies Stimmen der Liebe (1861), Deutsche Lieder in Volkes Herz und Mund (1864), et Lieder, Balladen, Romanzen harmonisch verbunden mit der bildenden Kunst (1871)., sont créées à Kölleda. Sa poésie est critiquée par Arno Holz. Ses nouvelles et ses sketches sociaux sont passés plutôt inaperçus.
Traeger est enterré dans le cimetière de la Trinité II à Berlin-Kreuzberg.

## Honneurs
La Traegerstrasse dans le quartier berlinois de Schöneberg et l'Albert-Traeger-Strasse à Kölleda et Nordhausen portent son nom.

## Œuvres (sélection)
- Gedichte. Keil, Leipzig 1858 (19. Aufl. Union, Stuttgart 1909)
- Übergänge. C. F. Winter, Leipzig und Heidelberg 1860
- Deutsche Kunst in Bild und Lied. Original-Beiträge deutscher Maler, Dichter und Tonkünstler. Klinkhardt Verlag, Leipzig, Berlin, Wien 1865–1884
- 1870. Sechs Zeitgedichte. Lipperheide, Berlin 1870
- Gedichte. Verlag von Ernst Keil’s Nachfolger. 17. vermehrte Auflage 1892
- Dem Berliner Tageblatt zum Gruß. In: Fünfundzwanzig Jahre Deutscher Zeitgeschichte – 1872–1897. Jubiläums-Schrift. Hrsgg. v. d. Redaktion des Berliner Tageblatt, Rudolf Mosse, Berlin 1897, S. 195